# Премия AVN за лучшую сольную сцену
Премия AVN за лучшую сольную сцену (англ. AVN Award for Best Solo Sex Scene) — награда, вручавшаяся компанией AVN в Лас-Вегасе на церемонии AVN Awards с 2000 по 2014 год актрисе за лучшую сцену мастурбации. С 2015 года категория объединена с номинацией «Лучшая сцена стриптиза» и существует под названием Best Solo/Tease Performance.

## Лауреаты и номинанты

### 2000-е годы
| Победитель             | Номинанты                               | |
| XVII церемония - 2000  | XVII церемония - 2000                   | XVII церемония - 2000 |
| ---------------------- | --------------------------------------- | --- |
|                        | Хлоя за Chloe's What Makes You Cum?     | - Тиана Кай за Four Finger Club 5 - Роксанн Блейз за Real Female Masturbation 2 - Азия Каррера за Search for the Snow Leopard - Келли Хейвел за Private Performance 33 - Лейла Джейд за Sodomania 29 - Анна Малле за Diva Girls - Лорен Монтгомери за Trigger - Наташа за Private Performance 1 - Кери Виндзор за Darling |
| XVIII церемония - 2001 |                                         | |
|                        | Девин Лейн за In Style                  | - Канди Эйплс за Candy Apples vs. King Dong - Кэтрин Граф за Private Performance 72 - Тришия Деверо за Toy Stories - Динамит за Four Finger Club 7 - Джанин Линдмалдер за Kink - Маккайла за A Midsummer Night's Cream - Гвен Саммерс за Virgin Whore - Тери Вайгель за Girls Home Alone 11 - Кери Виндзор за Fire & Ice - Ава Винсент за Ooze |
| XIX церемония - 2002   |                                         | |
|                        | Ким Чемберс за Edge Play                | - Энн Мари Риос за Barefoot Confidential 13 - Кэйлин за Assylum 2 - Келси за Exposed - Девин Лейн за Love Shack - Стиви за Screaming Orgasms 3 |
| XX церемония - 2003    |                                         | |
|                        | Дженна Хейз за Big Bottom Sadie         | - Ариа за Screaming Orgasms 7 - Элизабет Дель Мар за Screaming Orgasms 7 - Лони за No Man's Land: Asian Edition 4 - Зора Бэнкс за Real Female Masturbation 13 - Джиу Скай за America XXX - Стефани Свифт за Sex On Film |
| XXI церемония - 2004   |                                         | |
|                        | Брук Баллентайн за Screaming Orgasms 11 | - Оливия Дель Рио за Lost Angels: Olivia Del Rio - Джуэл Де’Найл за Slut Enough - Цинара Фокс за Lingerie - Дженна Джеймсон за My Plaything: Jenna Jameson 2 - Бриджитт Керков за Improper Conduct - Рамона Лув за Compulsion - Кармен Лувана за My Plaything: Carmen Luvana - Джинджер Линн за Sunset Stripped - Пенни Флейм за Jack's Playground - Адриана Сэйдж за Hard Edge - Виктория Здрок за Temptation |
| XXII церемония - 2005  |                                         | |
|                        | Пенни Флейм за Repo Girl                | - Сара Блейк за Screaming Orgasms 13 - Мэнди Брайт за Pat Myne Is an Assassin - Жизель Коллинз за Screaming Orgasms 12 - Цитерия за Bob's Videos 184 - Симони Даймонд за Millionaire - Джессика Дрейк за The Collector - Фелисия Фокс за American Gunk - Katsuni за Lost Angels: Katsumi - Джиа Палома за Meat Grinders - Вельвет Роуз за Rub the Muff 9 - Шармейн Стар за Eye of the Beholder |
| XXIII церемония - 2006 |                                         | |
|                        | Катя Кассин за Anal Showdown            | - Ками Эндрюс за Cousin Stevie’s Pussy Party 10 - Цитерия за Scuba Squirters - Никки Хантер за From My Ass to My Mouth - Рокси Джезель за She Squirts 15 - Джинджер Джоли за Body Language - Ариана Джолли за Blu Dreams: Sweet Solos - Катя Кассин за Anal Showdown - Чарли Лэйн за Blu Dreams: Sweet Solos - Джейми Линн за Pussy Foot 'n 13 - Лорен Феникс за Anal Showdown - Хиллари Скотт за Debbie Goes to Rehab - Техас Пресли за Evil Bitches - Флауэр Туччи за She Squirts 15 - Вики Ветте за Vault of Whores - Шэрон Уайлд за Sold |
| XXIV церемония - 2007  |                                         | |
|                        | Алана Эванс за Corruption               | - Дейзи Мэри за Barely Legal School Girls - Пенни Флейм за Game - Джессика Джаммер за Nympho 2 - Жюстин Джоли за Atomic Vixens - Вероника Лэйк за Ashes to Ashes - Санни Лэйн за Cousin Stevie's Pussy Party 15 - Моника Мейхем за Skin - Джина Монд за Insexts - Naughty Alysha за Amazing Penetrations 3 - Сэмми Роудс за Intoxicated - Хиллари Скотт за Caught Masturbating 3 - Селеста Стар за Jesse Jane: All-American Girl - Моника Свитхарт за Belladonna: Fetish Fanatic 3 - Валентина Вон за Valentina                              |
| XXV церемония - 2008   |                                         | |
|                        | Ева Анджелина за Upload                 | - Джейд Джиллис за 18 and Still in School 8 - Дженна Хейз за All Alone - Селеста Стар за All Alone 2 - Саманта Райан за All by Myself - Белладонна за Butthole Whores - Кессиа Райли за Black Snake Boned - Katsuni за CockAsian - Жюстин Джоли за Corrupted by Justine Joli - Дженна Пресли за Countdown to Orgasm - Мэри Лав за Freakaholics - Келли Тайлер за I Love Big Toys 9 - Мика Тэн за My Space - Шэй Джордан за Shay Jordan: All-American Girl - Джина Монд за Sinema                                                             |
| XXVI церемония - 2009  |                                         | |
|                        | Тиган Пресли (1) за Not Bewitched XXX   | - Джоанна Энджел за XOXO Joanna Angel - Лекси Белл за Teenage Heartbreakers 2 - Дакода Брукс за Angel Face - Яна Кова за Jana Cova Erotique - Фелони за Overstuffed 6 - Санни Леоне за The Sunny Experiment - Мокси Мэддрон за Moxxie Maddron Goes To Hell - Сочее Мало за A Woman's Orgasm - Нина Мерседес за Go Fuck Myself 5 - Тера Патрик за Tera Goes Gonzo - Peaches за Sticky Fingers - Фэй Рейган за Paid Companions - Сэмми Роудс за This Ain't The Munsters XXX - Энди Валентино за Hot Showers 16                                 |

### 2010-е годы
| Победитель              | Номинанты                                                       | |
| XXVII церемония - 2010  | XXVII церемония - 2010                                          | XXVII церемония - 2010 |
| ----------------------- | --------------------------------------------------------------- | --- |
|                         | Тиган Пресли (2) за Not the Bradys XXX: Marcia, Marcia, Marcia! | - Aline за Buttmans Stretch Class - Белладонна за Evil Pink 4 - Саша Грей за Sun Goddess: Malibu - Дженна Хейз за Intimate Touch 2 - Никки Джейн за Catch Me - Кэгни Линн Картер за Not Married With Children XXX - Шона Ленэй за 'Deviance - Renee Perez за Solamente 2 - Дженна Пресли за 'Self Service - Paola Rey за Night Trips: A Dark Odyssey - Дилан Райан за Crash Pad Series 3 - Emma Heart за Overstuffed 8 - Никки Хантер за Deep Anal Abyss 2 - Tanya James за Intimate Touch 2 |
| XXVIII церемония - 2011 |                                                                 | |
|                         | Джоанна Энджел (1) за Rebel Girl                                | - Джулия Энн за Blu Dreams 2 - Айден Эшли за All by Myself 4 - Белладонна за Belladonna: Live - Тори Блэк за Voyuer Within - Джессика Дрейк за 3 Days in June - Franziska Facella за Jesse Jane: Homework - Кэгни Линн Картер за Flying Solo 2 - Lia за Wet Sweaty Boobs - Anita Pearl за Teen Models 2 - Prinzzess за All by Myself 4 - Фэй Рейган за Breast Meat 3 - Dylan Riley за Not the Bradys XXX: Bradys Meet the Partridge Family - Sasha Rose за Clits and Toes, Viv Thomas - Тарра Уайт за Slutty & Sluttier 11 |
| XXIX церемония - 2012   |                                                                 | |
|                         | Аса Акира por Superstar Showdown 2: Asa Akira vs. Kristina Rose | - Капри Андерсон за My Little Black Book - Белладонна за Whores on the 14th - Тори Блэк за Sex Dolls - Кортни Каммз за Superstar Showdown: Courtney Cummz vs. Bree Olson - Грейси Глэм за A Wet Dream on Elm Street - Дженна Хейз за Just Jenna 2 - Жюстин Джоли за Taxi 2 - Райан Кили за All Natural: Glamour Solos - Санни Леоне за Lies: Diary of an Escort - Бри Олсон за Not Bionic Woman & the Six Million Dollar Man XXX - Дженна Пресли за This Ain't Two and a Half Men - Алексис Тексас за Superstar Showdown: Alexis Texas vs. Sarah Vandella - Сара Ванделла за Superstar Showdown: Alexis Texas vs. Sarah Vandella - Тейлор Виксен за On My Own: Brunette Edition |
| XXX церемония - 2013    |                                                                 | |
|                         | Джоанна Энджел (2) за Joanna Angel: Filthy Whore                | - Аса Акира за Sexual Tension Raw and Uncut - Sloan за Alone and Lustful - Ванесса Веракрус за Dirty Little Secrets - Дэни Дэниелс за All Natural Glamour Solos 2 - Асфиксия Нуар за Asphyxia Heels the World - Кэти Сент-Айвс за I Love Big Toys 35 - Санни Леоне за Sunny Leone: Goddess - Мисти Стоун за Men In Black: A Hardcore Parody - Франческа Джеймс за Nacho vs. Franceska Jaimes - Тори Блэк за Official The Hangover Parody - Мари Маккрэй за Revenge of the Petites |
| XXXI церемония - 2014   |                                                                 | |
|                         | Мэдди О’Райли за Not The Wizard of Oz XXX                       | - Элли Хейз за All About Allie - Миа Малкова за All Natural Glamour Solos 3 - Капри Каванни за The Art of Masturbation - Леа Лексис за Ass Wide Open 2 - Кейси Калверт за Bound by Desire: A Leap of Faith - Дженнифер Уайт за Extreme Public Adventures 7 - Daisey за Girls Climaxing - Аса Акира за Hollywood Heartbreakers 2 - Анника Элбрайт за I Love Big Toys 36 - Ана Фокс за My Gigantic Toys 18, Devil’s Film; Ana Foxxx - Саманта Сэйнт за Samantha Saint Is Completely Wicked - Дэни Дэниелс за SeXXXploitation of Dani Daniels - Prinzzess за Single White Female - Рикки Сикс за Slumber Party Cupcake Sluts                                                       |